# Unterseeboot 571
Ne pas confondre avec U-571 (film).
L'Unterseeboot 571 ou U-571 est un sous-marin allemand (U-Boot) de type VIIC utilisé par la Kriegsmarine pendant la Seconde Guerre mondiale.
Le sous-marin fut commandé le 24 octobre 1939 à Hambourg (Blohm & Voss), sa quille fut posée le 8 juin 1940, il fut lancé le 4 avril 1941 et mis en service le 22 mai 1941, sous le commandement du Kapitänleutnant Helmut Möhlmann. 
Il fut coulé en janvier 1944 à l'ouest de l'Irlande par l'aviation australienne.
Le film de fiction américain U-571 n'a aucun rapport avec cet U-Boot. Il est très largement basé sur l'histoire de la capture du sous-marin allemand U-110 par les Britanniques en mai 1941.

## Conception
Unterseeboot type VII, l'U-571 avait un déplacement de 769 tonnes en surface et 871 tonnes en plongée. Il avait une longueur totale de 67,10 m, un maître-bau de 6,20 m, une hauteur de 9,60 m et un tirant d'eau de 4,74 m. Le sous-marin était propulsé par deux hélices de 1,23 m, deux moteurs diesel Germaniawerft M6V 40/46 de 6 cylindres en ligne de 1400 cv à 470 tr/min, produisant un total de 2 060 à 2 350 kW en surface et de deux moteurs électriques BBC GG UB 720/8 de 375 cv à 295 tr/min, produisant un total 550 kW, en plongée. Le sous-marin avait une vitesse en surface de 17,7 nœuds (32,8 km/h) et une vitesse de 7,6 nœuds (14,1 km/h) en plongée. Immergé, il avait un rayon d'action de 80 milles marins (150 km) à 4 nœuds (7,4 km/h; 4,6 milles par heure) et pouvait atteindre une profondeur de 230 m. En surface son rayon d'action était de 8 500 milles nautiques (soit 15 700 km) à 10 nœuds (19 km/h). 
L'U-571 était équipé de cinq tubes lance-torpilles de 53,3 cm (quatre montés à l'avant et un à l'arrière) qui contenait quatorze torpilles. Il était équipé d'un canon de 8,8 cm SK C/35 (220 coups) et d'un canon antiaérien de 20 mm Flak. Il pouvait transporter 26 mines TMA ou 39 mines TMB. Son équipage comprenait 4 officiers et 40 à 56 sous-mariniers.

## Historique
Il effectue son entraînement de base au sein de la 3. Unterseebootsflottille jusqu'au 1er août 1941, puis il intègre sa formation de combat dans cette même flottille.
Le 18 août 1941, le sous-marin quitta Trondheim pour les eaux arctiques. Le 26 août, l'U-571 torpilla et endommagea un navire de passagers soviétique au nord du Cap Teriberka. Le navire s'échoua mais il fut déclaré comme totalement perdu.
À partir de mars 1942, l'U-571 fut affecté au large de la côte est des États-Unis. 
Le 29 mars 1942, il torpilla et coula un navire marchand britannique transportant de la viande et des produits laitiers, dans l'est de New York. Le 6 avril, il envoya par le fond un pétrolier norvégien dans le nord-est des Bermudes et huit jours plus tard, un cargo à vapeur américain près du cap Hatteras. Bien que le journal de bord du U-571 mentionne que certains des 29 hommes réussirent à monter dans un canot de sauvetage, aucun membre d'équipage du Margaret ne fut retrouvé.
Le 21 avril 1942, il fut ravitaillé par l'U-459 à 500 nautiques au nord-est des Bermudes.
Fin juin 1942, cinq U-Boote du groupe Endrass, dont l'U-571, furent ravitaillés par le sous-marin U-459, dans l'ouest des Açores. Il opéra tout d'abord dans le sud-est d'Hatteras, puis par la suite au large des côtes de Floride.
Le 7 juillet, l'U-571 torpilla et envoya par le fond un cargo britannique près de Miami. Le lendemain, il détruisit totalement un pétrolier à vapeur américain dans l'est de Key West et le 9 juillet un cargo à vapeur hondurien dans le sud-ouest de Key West. Il fit ensuite route vers le Golfe du Mexique et le 15 juillet, il torpilla et endommagea un pétrolier américain dans le sud-est de Dry Tortugas. Ce fut le dernier succès du sous-marin allemand. Il fit alors route vers la France et y arriva, le 7 août.

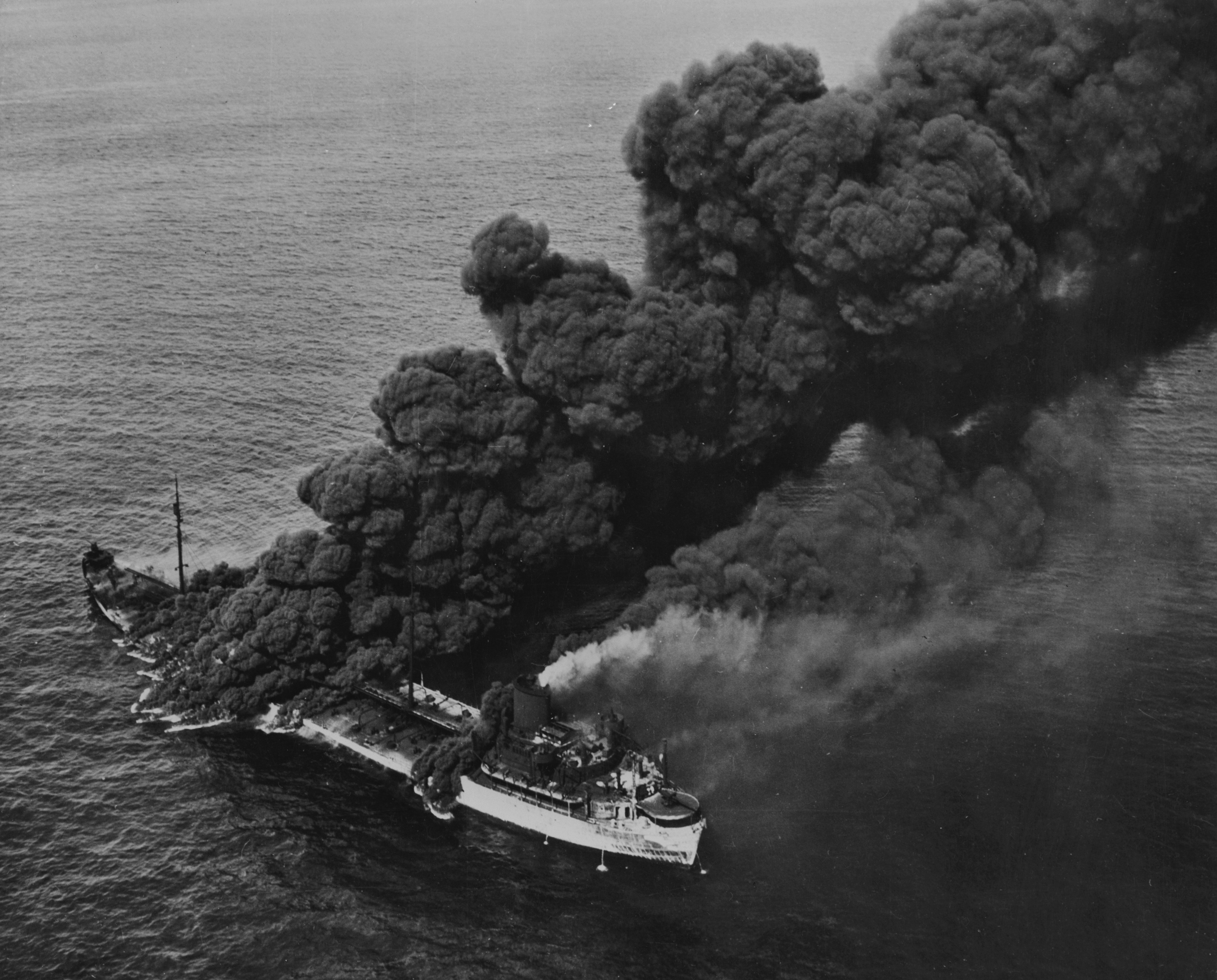
Le pétrolier MS Pennsylvania Sun torpillé par lU-571, le 15 juillet 1942.

Tout l'équipage du J. A. Moffet (sauf le capitaine qui fut tué) abandonna le navire avec deux canots de sauvetage et trois radeaux. La United States Coast Guard sauva les 39 survivants et les débarquèrent en Floride.
Lorsque le pétrolier Pennsylvania Sun fut torpillé, deux membres d'équipage furent tués dans l'explosion. 57 hommes furent secourus par l'USS Dahlgren (DD-187) (en). Le pétrolier a été remorqué, réparé et remis en service, tandis que les trois autres navires attaqués en juillet furent détruits.
Le 22 mars 1943, l'U-571 fut attaqué par un avion dans l'Atlantique Nord. Endommagé, le sous-marin dut retourner à la base. En avril 1943, Möhlmann affirma qu'il avait coulé trois autres navires, mais ceux-ci ne furent pas notés dans le registre des pertes alliées. Le 22 avril 1943, lors de son retour, le commandant fut gravement blessé lors d'un accident dans le kiosque du sous-marin. Le 2 mai 1943, il fut remplacé par l'Oberleutnant zur See Gustav Lüssow. 
À partir de juin 1943, l'U-571 patrouilla au large de la côte ouest de l'Afrique. Fin juin 1943, il fut ravitaillé par l'U-488, dans l'ouest des Açores, il fit ensuite route vers le sud. Le 22 juillet 1943, il fut attaqué et endommagé par un appareil du Sqn 26.
Le sous-marin a rendez-vous avec l'U-333, le 5 août, pour lui livrer un compresseur d'air permettant à l'U-333 d'être opérationnel. Le ou autour du 18 juillet 1943, l'U-571 fut ravitaillé par l'U-129, à 800 nautiques dans le sud-sud-ouest des Açores pour le retour vers la base.
Entre septembre et décembre, l'U-571 fit probablement l'objet d'une refonte en cale sèche, l'absence de mention de l'U-Boot lors de cette période s'affichant dans le journal de guerre tenu par l'Amiral Karl Dönitz.
Le 18 janvier 1944, Lüssow apporta une attaque sur un destroyer dans l'ouest du Fasnet. Toutefois, cette attaque n'est pas prouvée.
Le 28 janvier 1944, l'U-571 fut attaqué par un Sunderland australien du Sqn 461 dans l'ouest du Fasnet. Après la deuxième attaque de charges de profondeur, l'U-Boot explosa et coula à la position 52° 41′ N, 14° 27′ O. Une trentaine de survivants furent aperçus dans l'eau, mais le dinghy lancé par l'avion ne se gonfla pas. Ils ne furent jamais retrouvés.
Les 52 membres d'équipage sont morts dans cette attaque.

## Commandement
- Kapitänleutnant Helmut Möhlmann du 22 mai 1941 au 31 mai 1943 (Croix de chevalier).
- Oberleutnant zur See Gustav Lüssow du 31 mai 1943 au 28 janvier 1944.

## Affectations
- 3. Unterseebootsflottille du 22 mai 1941 au 1er août 1941 (Période de formation).
- 3. Unterseebootsflottille du 1er août 1941 au 28 janvier 1944 (Unité combattante).

## Patrouilles
|       | Commandant             | Départ           | Départ     | Arrivée            | Arrivée    | Jours     | Succès   |
| ----- | ---------------------- | ---------------- | ---------- | ------------------ | ---------- | --------- | -------- |
| 1     | Kptlt. Helmut Möhlmann | 18 août 1941     | Trondheim  | 27 août 1941       | Kirkenes   | 10 jours  | 3 870    |
|       | Kptlt. Helmut Möhlmann | 28 août 1941     | Kirkenes   | 5 septembre 1941   | Kiel       | 9 jours   |          |
|       | Kptlt. Helmut Möhlmann | 18 octobre 1941  | Kiel       | 19 octobre 1941    | Arendal    | 2 jours   |          |
| 2     | Kptlt. Helmut Möhlmann | 22 octobre 1941  | Arendal    | 26 novembre 1941   | La Pallice | 36 jours  |          |
| 3     | Kptlt. Helmut Möhlmann | 21 décembre 1941 | La Pallice | 27 janvier 1942    | La Pallice | 38 jours  |          |
| 4     | Kptlt. Helmut Möhlmann | 10 mars 1942     | La Pallice | 7 mai 1942         | La Pallice | 59 jours  | 24 319   |
| 5     | Kptlt. Helmut Möhlmann | 11 juin 1942     | La Pallice | 7 août 1942        | La Pallice | 58 jours  | 30 374   |
| 6     | Kptlt. Helmut Möhlmann | 3 octobre 1942   | La Pallice | 14 novembre 1942   | La Pallice | 43 jours  |          |
| 7     | Kptlt. Helmut Möhlmann | 22 décembre 1942 | La Pallice | 19 février 1943    | La Pallice | 60 jours  |          |
| 8     | Kptlt. Helmut Möhlmann | 22 mars 1943     | La Pallice | 23 mars 1943       | La Pallice | 2 jours   |          |
|       | Kptlt. Helmut Möhlmann | 25 mars 1943     | La Pallice | 1er mai 1943       | La Pallice | 38 jours  |          |
| 9     | Oblt. Gustav Lüssow    | 8 juin 1943      | La Pallice | 1er septembre 1943 | La Pallice | 86 jours  |          |
| 10    | Oblt. Gustav Lüssow    | 26 décembre 1943 | La Pallice | 28 décembre 1943   | La Pallice | 3 jours   |          |
| 11    | Oblt. Gustav Lüssow    | 8 janvier 1944   | La Pallice | 28 janvier 1944    | Coulé      | 21 jours  |          |
| Total | Total                  | Total            | Total      | Total              | Total      | 465 jours | 58 563 t |

Note : Kptlt. = Kapitänleutnant - Oblt. = Oberleutnant zur See

### Opérations Wolfpack
L'U-571 opéra avec les Wolfpacks (meute de loups) durant sa carrière opérationnelle.
- Stosstrupp (30 octobre – 4 novembre 1941)
- Raubritter (4-17 novembre 1941)
- Störtebecker (17-22 novembre 1941)
- Seydlitz (27 décembre 1941 – 16 janvier 1942)
- Endrass (12-17 juin 1942)
- Panther (10-20 octobre 1942)
- Veilchen (20 octobre – 7 novembre 1942)
- Delphin (26 décembre 1942 – 19 janvier 1943)
- Landsknecht (19-28 janvier 1943)
- Sans nom (27-30 mars 1943)
- Adler (7-13 avril 1943)
- Meise (13-25 avril 1943)
- Rügen (15-26 janvier 1944)
- Hinein (26-28 janvier 1944)

## Navires coulés
L'U-571 coula 5 navires marchands totalisant 33 511 tonneaux, endommagea 1 navire marchand de 11 394 tonneaux, détruisit 1 navire marchand de 9 788 tonneaux et 1 navire de guerre auxiliaire de 3 870 tonneaux au cours des 11 patrouilles (465 jours en mer) qu'il effectua.
| Date            | Nom              | Nationalité       | Tonnage | Fait         |
| --------------- | ---------------- | ----------------- | ------- | ------------ |
| 26 août 1941    | Marija Uljanova  | Marine soviétique | 3 870   | Perte totale |
| 29 mars 1942    | Hertford         | Royaume-Uni       | 10 923  | Coulé        |
| 6 avril 1942    | Koll             | Norvège           | 10 044  | Coulé        |
| 14 avril 1942   | Margaret         | USA               | 3 352   | Coulé        |
| 7 juillet 1942  | Umtata           | Royaume-Uni       | 8 141   | Coulé        |
| 8 juillet 1942  | J.A.Moffett Jr   | USA               | 9 788   | Perte totale |
| 9 juillet 1942  | Nicholas Cuneo   | Honduras          | 1 051   | Coulé        |
| 15 juillet 1942 | Pennsylvania Sun | USA               | 11 394  | Endommagé    |